# Питър Де Розе
Питър Де Розе (на английски: Peter DeRose) е американски композитор с италианско потекло.

## Биография
Роден е на 10 март 1900 г. в Ню Йорк. Починал на 23 април 1953 г. в Ню Йорк. Неговата едноименна песен е послужила за име на рокгрупата „Дийп Пърпъл“.